# Histoire de la Grenade

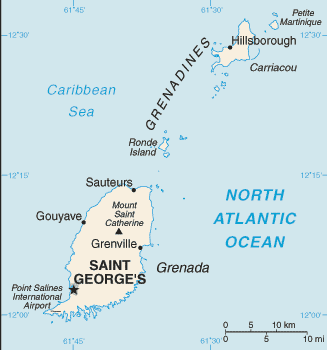
Grenade au présent

Archipel des Grenadines

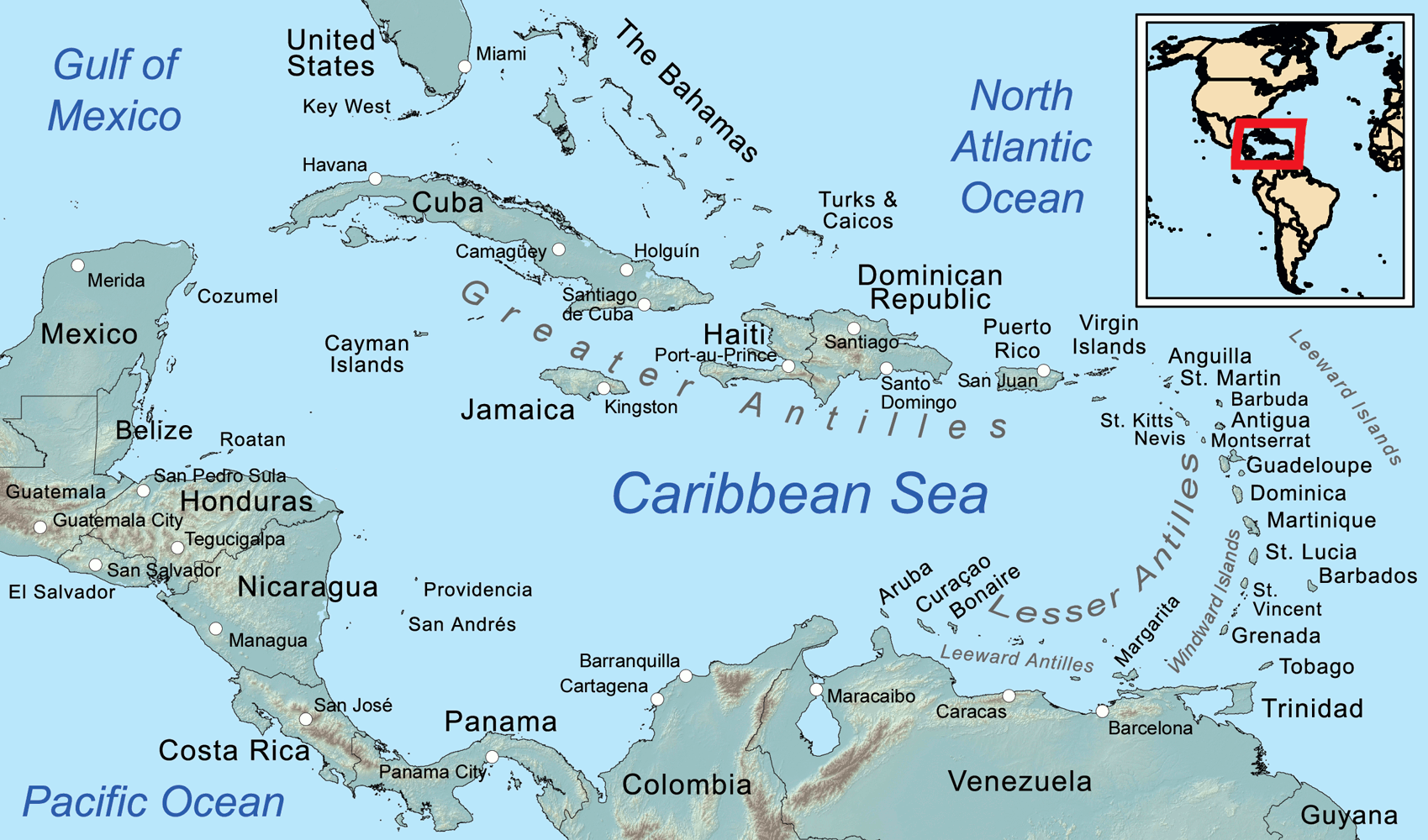
Espace caraïbe

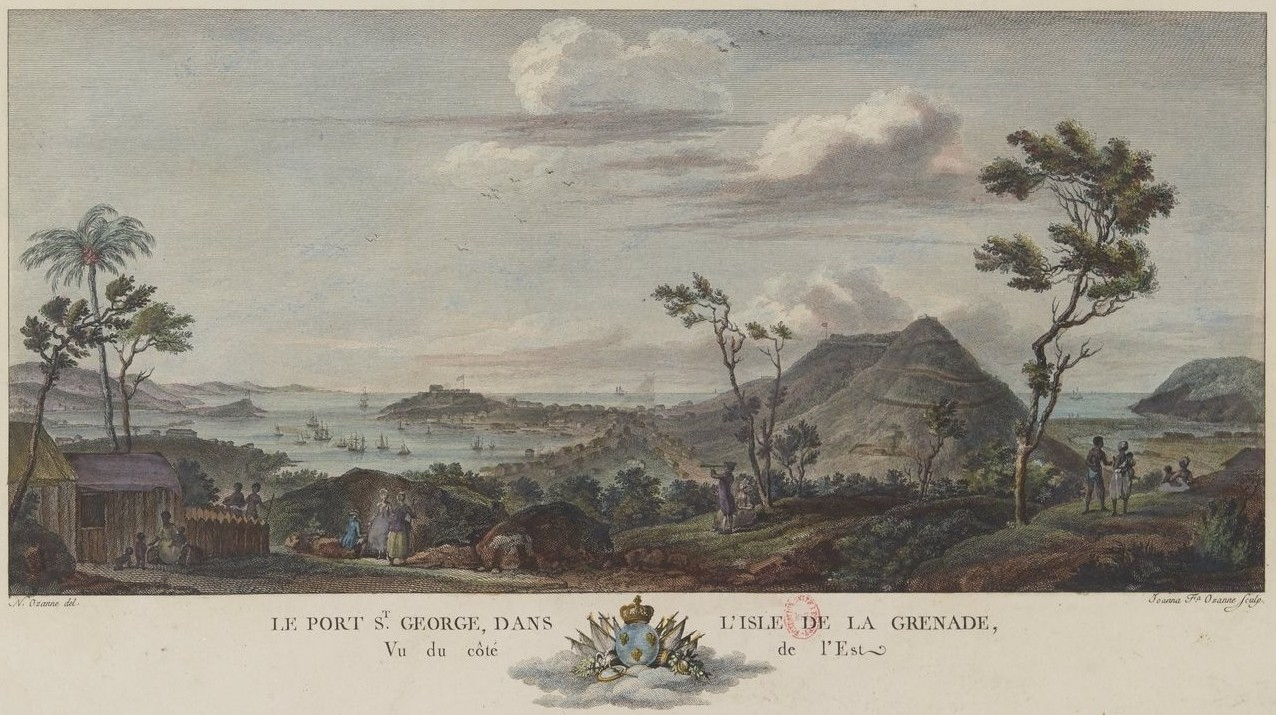
Vue de l'île de la Grenade en 1776.

Avant l'arrivée des Européens, la Grenade était habitée par les Indiens Kalinago (Caraïbes/Karib) après que ceux-ci ont expulsé les Arawaks (ou les ont assimilés). Le pays connaît plusieurs changements de dénomination au cours de ses 500 ans d'histoire.
Les premiers habitants autochtones de l'île l'appellent Camerhogne, en langue kalinago.
Christophe Colomb la rebaptise Concepción en 1498, mais c'est  Mayo (Mai) qui figure sur les premières cartes.
Plus tard, les Espagnols donnent à l'île le nom de Granada, en souvenir de la ville du même nom en Espagne.
Les Français, au début du XVIIIe siècle, traduisent ce nom par  Grenade/la Grenade puis  les Anglais par Grenada.
L'archipel de 600 îles et îlots entre Saint-Vincent et Grenade est baptisé les Grenadines et partagé entre les deux pays.
La démographie de la Grenade compte un peu plus de 112 000 habitants en 2024, très majoritairement Afro-Latino-Americano (en).

## Période coloniale (1500-1974)
La petite taille de l'archipel explique une relative rivalité entre Français et Britanniques.

### Possession française (1649-1762, 1779-1783)
Lors de sa découverte, l'île est peuplée par les Indiens Caraïbes, qui s'opposent à la prise de possession par les Européens.
La colonisation anglaise ne débute pas avant 1600. En 1650, une compagnie française, fondée par Richelieu, achète Grenade aux Anglais et y construit un petit établissement.
Entre 1656 et 1665 l'île appartient à Jean de Faudoas, comte de Sérillac dont les tentatives échouent et qui revend ses possessions à la Compagnie des Indes Occidentales.
Après de multiples escarmouches avec les Autochtones, les Français font venir une centaine de mercenaires wallons du Brésil néerlandais, ainsi que quelques renforts depuis la Martinique, qui mettent en déroute les derniers Indiens.
Entre 1690 et 1695, Louis Ancelin de Gémozac est gouverneur de l'île.
Le contrôle de l’île reste aux mains des Français jusqu’en 1762 puis elle est prise par les Anglais pendant la guerre de Sept Ans.
Grenade est formellement cédée à l’Empire britannique par le traité de Paris (1763).
En 1779 à la suite de la prise de la Grenade, l'île revient temporairement sous la protection du royaume de France.
L'administration mise en place par le général victorieux est favorable aux colons présents, qui ne font d'ailleurs pas preuve de sentiments hostiles aux Français et se révoltent d'ailleurs contre le retour des forces anglaises durant l'année 1785 alors que l'île doit redevenir britannique.

### Possession anglaise (1763-1779, 1783-1974)
Au XVIIIe siècle, l’île vit des transformations très importantes.
Comme de nombreux territoires des Indes occidentales, Grenade est colonisée pour cultiver la canne à sucre exigeante en  main d’œuvre que l’on déporte en masse d’Afrique dans le cadre du commerce triangulaire et de la traite négrière.
En 1782, le botaniste Sir Joseph Banks, conseiller du roi George III, introduit sur l’île  d’autres plantes comme la noix de muscade.
En effet, les terres sont alors jugées idéales pour la culture de ce fruit.
Banks en fait ainsi la principale productrice de la région.
De ce fait, Grenade concurrence les colonies néerlandaises des Indes orientales, car plus proche du marché européen.
L’effondrement de la culture de la canne à sucre combiné à l’essor de la culture de la noix de muscade et du cacao favorise l’implantation de petites propriétés dans un contexte d’abolition de l’esclavage (loi de 1834).
Dès 1833, Grenade intègre la colonie des îles-du-Vent 
Le gouverneur de la fédération administre l’île jusqu’à l’indépendance.
En 1958, L’administration des Îles-du-Vent est dissoute, et Grenade intègre la fédération des Indes occidentales.
Depuis la dissolution de cette fédération, en 1962, le gouvernement britannique essaie de former une petite fédération à partir de ses possessions restantes, dans l’est des Caraïbes.
À la suite de cet échec, le gouvernement britannique et les habitants de l’île développent le concept d’États associés des Indes occidentales.
Sous cette désignation, la Grenade obtient une autonomie totale dans ses affaires intérieures en mars 1967.

## Indépendance de l'île (1974-présent)
L’ile devient un État indépendant le 7 février 1974.
Après cette date, Grenade se dote d’un système parlementaire appelé système de Westminster, légèrement modifié par rapport au modèle britannique avec un gouverneur général nommé et représentant le souverain anglais, ainsi qu’un Premier ministre, chef du parti politique majoritaire et chef du gouvernement.
Sir Eric Gairy est le premier à occuper le poste de Premier ministre de Grenade.
Le 13 mars 1979, le New Jewel Movement expulse Gairy par un coup d’État pratiquement sans violence, amenant au pouvoir Maurice Bishop qui devient Premier ministre du Gouvernement révolutionnaire populaire de la Grenade.
Le régime s’emploie en particulier à développer des politiques sociales : un centre pour l'éducation populaire est créé pour coordonner les initiatives du gouvernement en matière d'éducation, notamment des campagnes d'alphabétisation.
L'enseignement du créole grenadin (en) à base lexicale anglaise est autorisé à l'école.
Néanmoins, la tendance du gouvernement de Bishop à marginaliser le rôle de l’Église dans l'éducation contribue à la dégradation des relations avec le clergé.
Dans le secteur de la santé, les consultations médicales sont rendues gratuites avec l'aide de Cuba qui fournit des médecins, du lait est distribué aux femmes enceintes et aux enfants.
En économie, les autorités mettent en place un système de prêts financiers et de matériel à l'attention des agriculteurs, et des coopératives agricoles sont mises en place pour développer l'activité.
Le gouvernement de Bishop s'emploie également à développer les infrastructures, notamment en construisant de nouvelles routes et en modernisant le réseau électrique.
Enfin, le gouvernement s'attaque aux cultures de marijuana pour favoriser l'agriculture vivrière et faire baisser la violence.
Son gouvernement renforce tout de suite ses liens avec Cuba, puis trois ans plus tard (juin 1982) avec l’URSS et les autres pays communistes.
Maurice Bishop, membre de l'internationale socialiste, se rend en URSS en juillet 1982, mais aussi peu après en septembre en France rencontrer François Mitterrand.
La Grenade est pourtant de plus en plus isolée. Le Royaume-Uni suspend ses aides économiques et les États-Unis usent de leur influence pour bloquer les prêts du Fonds monétaire international et de la Banque mondiale.
La situation se dégrade également sur le plan intérieur : le 19 juin 1980, une bombe explose pendant un meeting au cours duquel Bishop va intervenir.
L'engin fait trois morts et vingt-cinq blessés.
Bishop accuse ouvertement « l’impérialisme américain et ses agents locaux ». La responsabilité réelle de la CIA est cependant incertaine : si elle avait en effet imaginé des opérations de déstabilisation, l’administration Carter y était opposée.
Vers juin 1983, il tente un rapprochement avec les États-Unis et début septembre condamne à l'ONU la destruction du Boeing sud-coréen par la chasse soviétique.
Cette réaction attise les divisions au sein du mouvement, une partie de la presse grenadine soulignant que l'avion de ligne aurait été pris en otage dans une mission d'espionnage.
En octobre 1983, une lutte pour le pouvoir entre Bernard Coard et Maurice Bishop se termine par l’assassinat du second et de quelques-uns de ses partisans.
Après de nombreux troubles civils, une force militaire composée de troupes américaines et d'autres îles alentour (Antigua-et-Barbuda, la Barbade, Dominique, Jamaïque, Sainte-Lucie et Saint-Vincent-et-les-Grenadines) arrive à Grenade le 25 octobre 1983 sous le nom d’« opération Urgent Fury » : invasion de la Grenade.
Après cette opération, une personne, nommée par le gouverneur général, administre le pays jusqu’à la prochaine élection démocratique prévue pour décembre 1984.
Le New National Party (NNP) dirigé par Herbert Blaize remporte 14 des 15 sièges au cours d’élections justes et libres.
Il forme un gouvernement démocratique.
La constitution de Grenade, abolie par le gouvernement révolutionnaire du peuple, est restaurée.
Le NNP se maintient au pouvoir jusqu’en 1989 mais avec une majorité réduite.
Cinq membres parlementaires du NNP, dont 2 ministres abandonnent le parti en 1986 et 1987 pour former le National Democratic Congress (NDC), donnant naissance à une réelle opposition.
En août 1989, le Premier ministre rompt avec le NNP pour également former un nouveau parti.
Il forme The National Party (TNP) attirant avec lui des membres du NNP.
Cette scission dans le NNP provoque la formation d’un gouvernement de minorité pendant une courte période, dans l’attente de la prochaine élection prévue pour mars 1990.
De plus, en décembre 1989, le Premier ministre Herbert Blaize meurt : l’intérim est assuré par Ben Jones.
Le parti NDC sort vainqueur de ces élections de 1990 en remportant 7 des 15 sièges.
Nicholas Brathwaite fait alliance avec deux élus du TNP et un autre du Grenade United Labor Party (GULP), formant une coalition majoritaire de 10 sièges.
Le gouverneur général nomme Brathwaite, par conséquent, Premier ministre.
Aux élections parlementaires du 20 juin 1995, le NNP remporte 8 sièges et forme un gouvernement dirigé par Keith Mitchell.
Alors que le taux de chômage dépasse 30 %, le gouvernement impose en 1991 un plan d'austérité.
Devant l'éventualité de nombreux licenciements, le plan est vivement contesté et le gouvernement réagit en limitant le droit de grève.
En 1997, les partis d'opposition s'unissent pour faire face aux tendances « dictatoriales » du régime.
Des manifestations contestent le projet d'installation d'une base militaire américaine.
Le NNP remporte les élections suivantes de janvier 1999.

### 2000-présent
Le 7 septembre 2004, l’île est touchée par l’ouragan Ivan qui détruit une grande quantité de constructions, dont la prison et la résidence du Premier ministre, mais également la quasi-totalité des cultures de noix de muscade. On dénombre 20 morts.

### Galerie de dirigeants

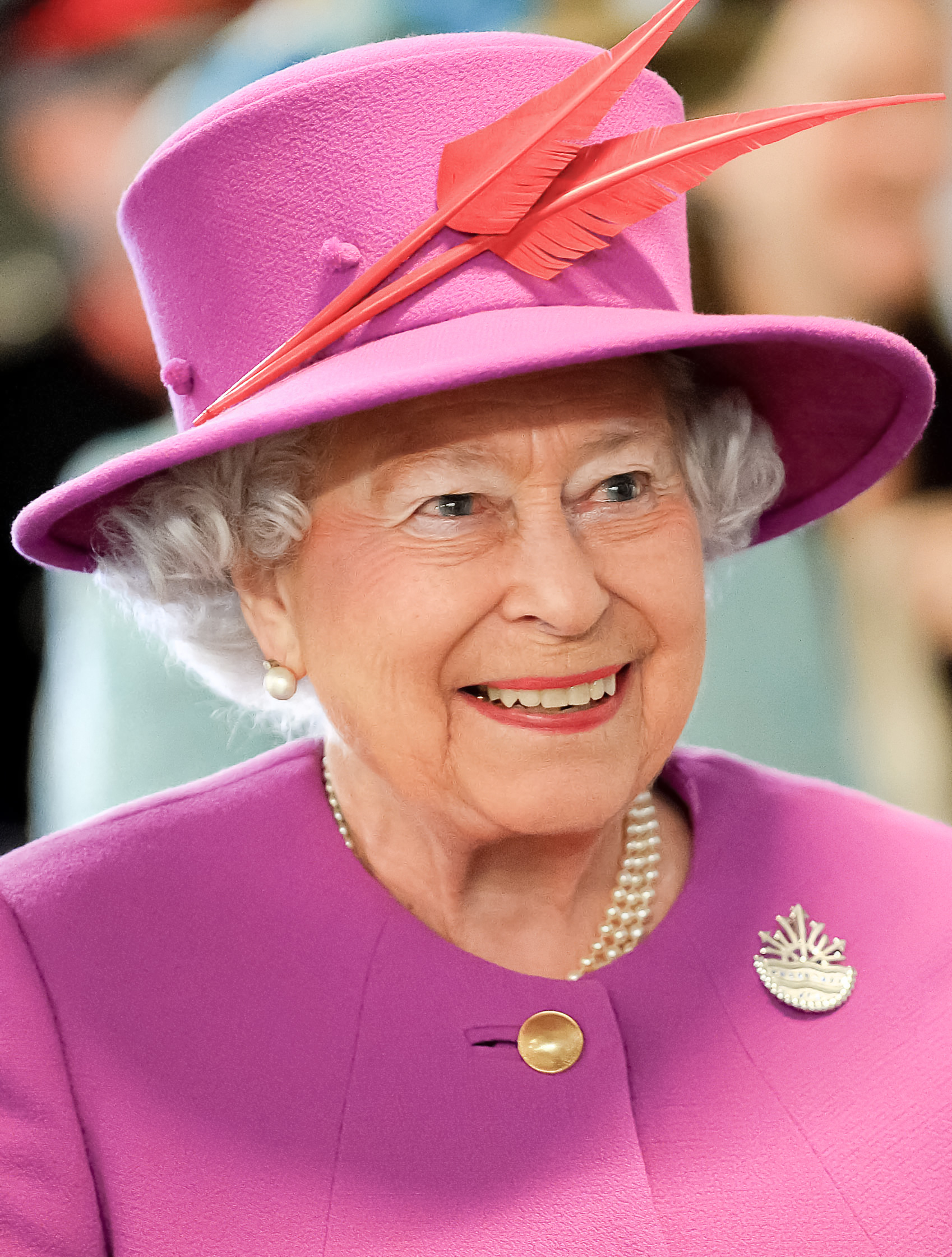
Élisabeth II, reine de la Grenade (1974-2022)
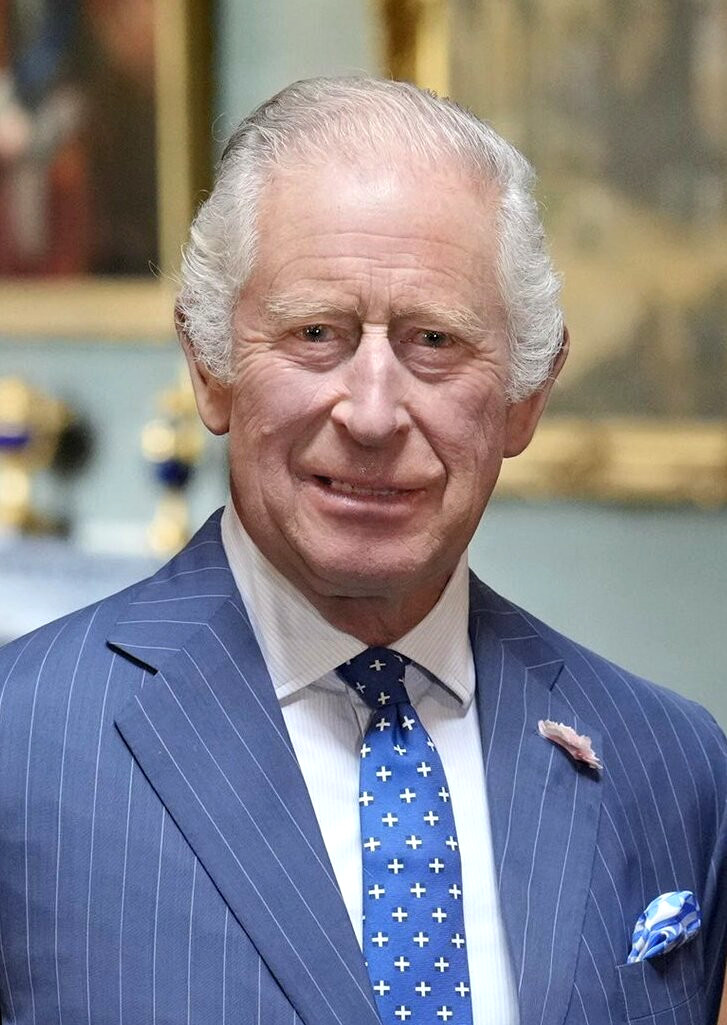
Charles III, roi de la Grenade (depuis 2022)
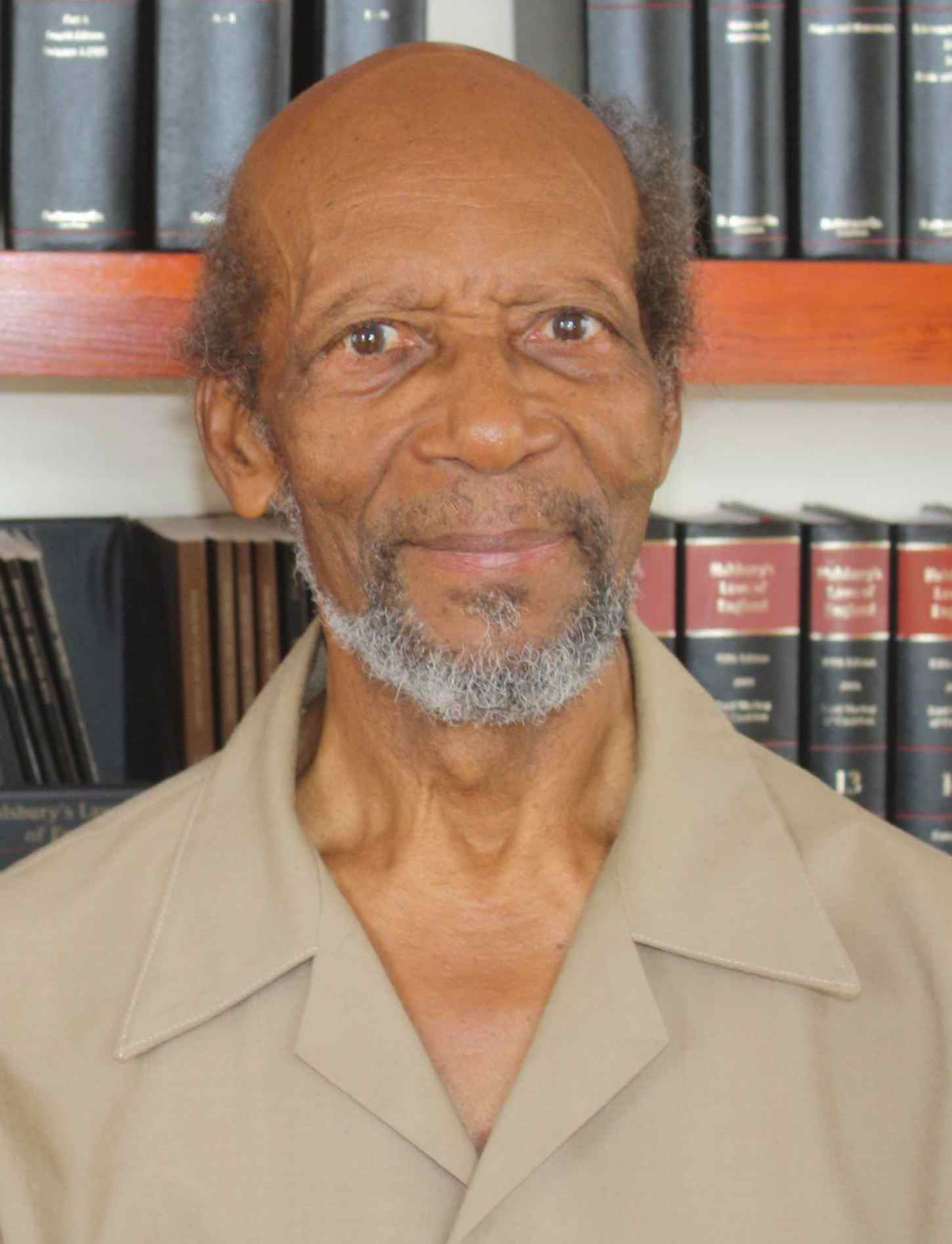
Daniel Williams, gouverneur général (1996-2008)
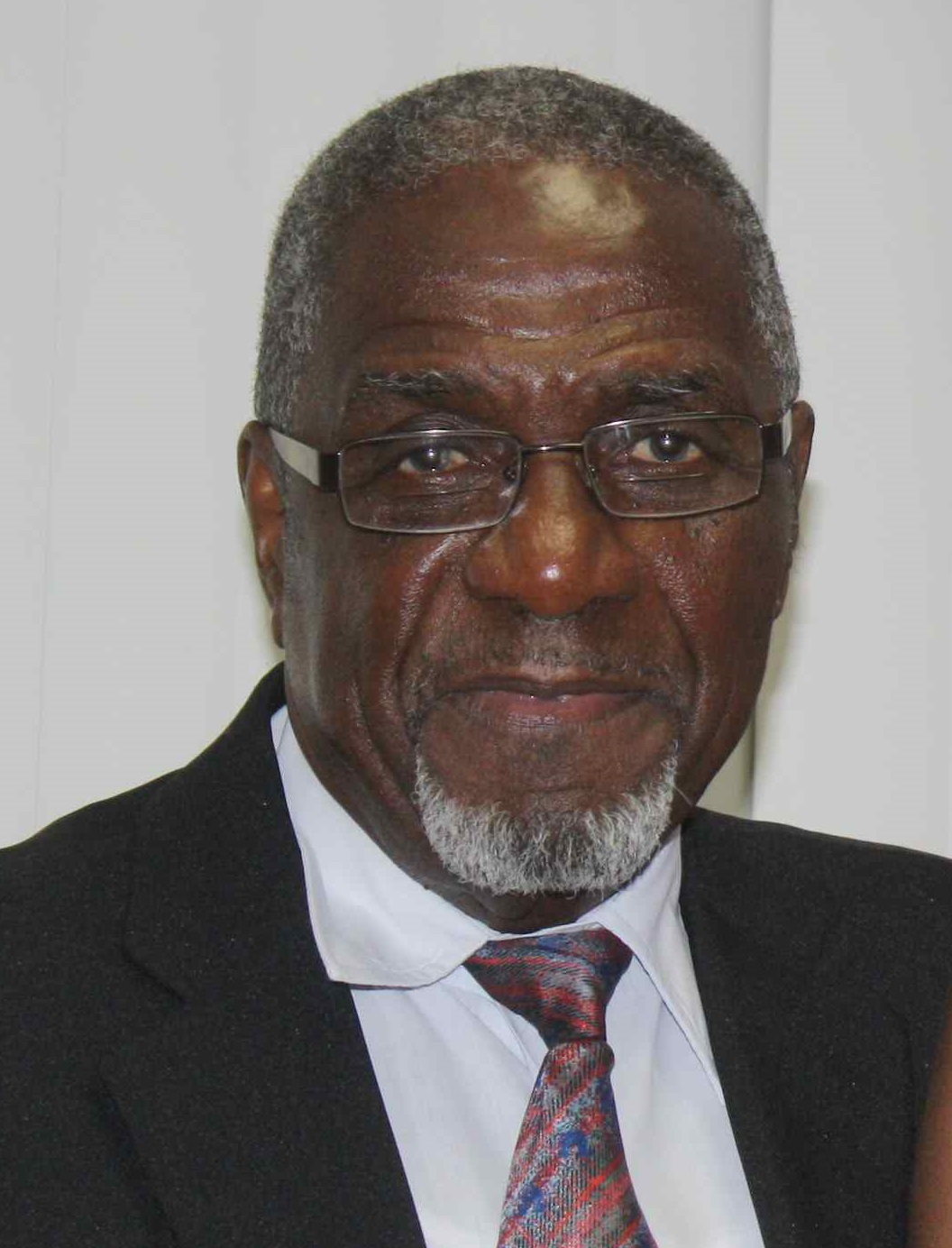
Carlyle Glean, gouverneur général (2008-2013)
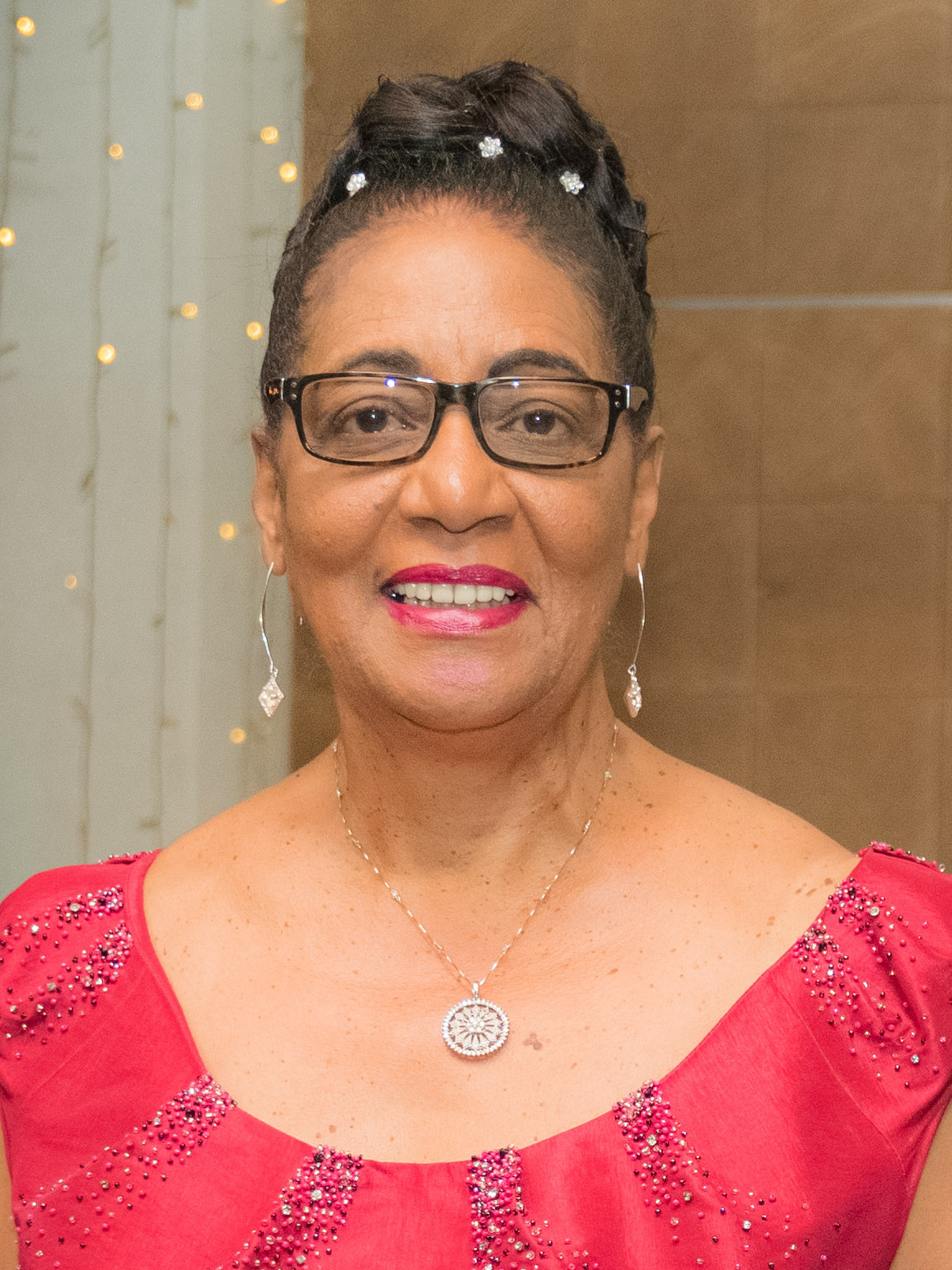
Cécile La Grenade, gouverneure générale (depuis 2013)

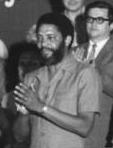
Maurice Bishop, Premier ministre (1979-1983)
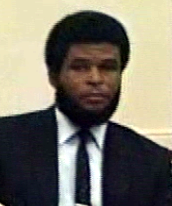
George Brizan, Premier ministre (1995)
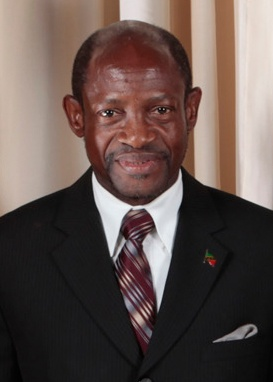
Denzil Douglas, Premier ministre (1995-2015)
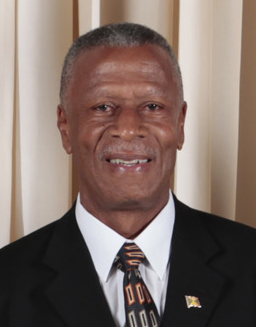
Tillman Thomas, Premier ministre (2008-2013)
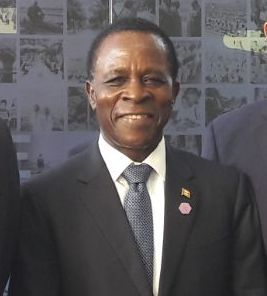
Keith Mitchell, Premier ministre (2013-2022)
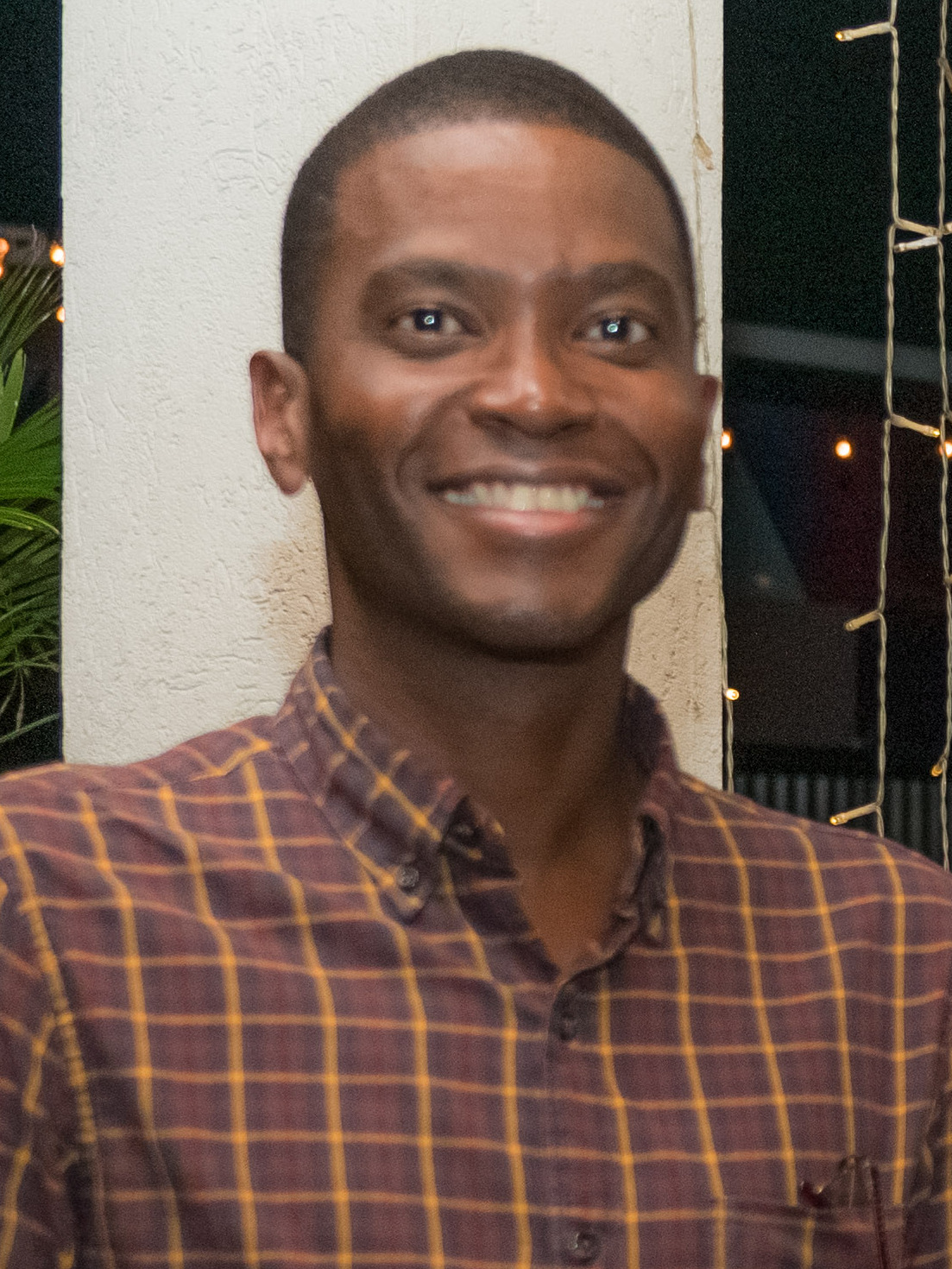
Dickon Mitchell, Premier ministre (depuis 2022)

#### Grenade au passé
- Grenade (pays) (partie sud de l'archipel des Grenadines): Grenade (île), Île Ronde (Grenade), Carriacou, Petite Martinique
- Pétroglyphes du Mont Rich (es)
- Histoire de Carriacou (en)

##### 1600
- Compagnie des îles d'Amérique (1635-1651)
- Chef Kairouane (en), chef réputé pour son opposition aux Français en 1649
- Slavery Abolition Act 1833, abolition de l'esclavage au Royaume-Uni

##### 1900
- Prise de la Grenade (juillet 1779) par le comte d'Estaing
- New Jewel Movement (1973-1983), Maurice Bishop (1949-1983)
- Fédération des Indes occidentales (1958-1962)
- États associés des Indes occidentales (1967-1974)
- Gang de la mangouste (es) (1967-1979), milice privée du PM Sir Eric Gairy
- Résolution 352 du Conseil de sécurité des Nations unies (1974)
- Gouvernement révolutionnaire populaire de la Grenade (1979-1983) (partie de la guerre froide 1974-1991)
- Invasion de la Grenade (octobre-novembre 1983), opération états-uniennes Urgent Fury

#### 2000
- Politique à la Grenade, liste des chefs du gouvernement de la Grenade, parlement de Grenade
- Économie de la Grenade (agriculture (muscade), tourisme)
- Culture de la Grenade (en), liste de musées à la Grenade, dont Grenada National Museum (en)
- Liste des volcans de la Grenade (en)